# Diszciplína
Az akadémiai diszciplína vagy akadémiai szakterület az ismeret egyik ága(en). Magában foglalja az adott skolasztikus tudományterülethez vagy felsőoktatási szakterülethez szorosan kapcsolódó szakértelmet, embereket, projekteket, közösségeket, kihívásokat, tanulmányokat, vizsgálódásokat és kutatási területeket. Például, a tudományágakra rendszerint tudományos diszciplínaként hivatkozunk, pl. fizika, matematika és biológia.
Az akadémiai diszciplínákkal kapcsolatba hozható egyénekre általában szakértőként vagy specialistaként tekintünk. Másokat, akik egy meghatározott akadémiai diszciplínára való összpontosítás helyett a szabad művészetek vagy a rendszerelmélet területén folytattak tanulmányokat, a generalistákhoz sorolunk be.
Míg az akadémiai diszciplínák önmagukban véve többé-kevésbé szűkített alkalmazási területek, az olyan tudományos megközelítések, mint a multidiszciplinaritás, az interdiszciplinaritás, a transzdiszciplinaritás és a kereszt-diszciplinaritás több akadémiai diszciplína megközelítését integrálják, ezért az olyan problémákat célozzák meg, melyek egy adott szakterületre való szűk koncentráció miatt állhatnak elő.
Egyes kutatók úgy vélik, hogy az akadémiai diszciplínák helyét majd átveheti az, amit Mode 2 vagy "poszt-akadémiai tudomány" néven ismerünk, mely a kereszt-diszciplináris tudás különböző akadémiai diszciplínák specialistáinak együttműködése útján történő megszerzését vonja maga után.

## Az elképzelés története
A Párizsi Egyetem 1231-ben négy tanszékből állt: teológia, orvostudomány, kánonjog és művészet.
Az oktatási intézmények eredetileg a "diszciplína" kifejezést a tudományos közösség által létrehozott új és bővülő információhalmaz rendszerezésére és archiválására használták. A diszciplína szintű meghatározások a 19. század elejének német egyetemeiről származnak.
A legtöbb akadémiai diszciplína gyökerei az egyetemek szekularizációjának a tizenkilencedik század közepétől annak végéig terjedő időszakba nyúlnak vissza, amikor a hagyományos tanmeneteket kiegészítették a nem-klasszikus nyelvek és irodalom, a társadalomtudományok, mint a politikatudomány, a közgazdaságtan, a szociológia és a közigazgatás, valamint a természettudományi és műszaki diszciplínák, mint a fizika, a kémia, a biológia és a mérnöki tudományok.
A huszadik század elején új akadémiai szakterületek jöttek létre, például az oktatástudomány és a pszichológia. Az 1970-es és 1980-as években robbanásszerűen bukkantak fel egy-egy határozott témára összpontosító új akadémiai diszciplínák, mint a médiatudományok, a női tudományok és az Afrika-kutatás. Sok, karrier- vagy szakmai felkészítő tudományterületeként összerakott akadémia diszciplína jelent meg az egyetemeken, mint például a betegápolás, turizmus-vendéglátás menedzsment és a javítás-nevelés. Végezetül, miután hozzájárulásuk az ismeretekhez széles körben elismertté vált, a biokémiához és a geofizikához hasonló interdiszciplináris tudományterületek jelentős megbecsülésre tettek szert.
A huszadik század közeledtével ezeket a meghatározásokat fokozatosan más országok is átvették, és az általánosan elfogadott témakörökké váltak. Ezek a meghatározások azonban országonként különböznek. A 20. században a természettudományi diszciplínák közé tartoztak a fizika, a kémia, a biológia, a geológia és a csillagászat. A társadalomtudományi diszciplínák közül pedig a közgazdaságtan, a politika, a szociológia és a pszichológia.
A 20. század előtt a kategóriák szélesek és általánosak voltak, melyet megmagyaráz a tudományok iránti érdeklődés hiánya. Ritka kivételekkel, a tudomány művelői amatőröknek tűntek, és – az Arisztotelészig visszavezethető címkékkel – "természettörténészeknek" és "természetfilozófusoknak" titulálták őket a "tudós" cím helyett. A természettörténet kifejezés a ma élettudományként ismert területet jelölte, míg a természetfilozófia a mai fizikai tudományokat.
Kevés foglalkoztatási lehetőség kínálkozott a tudomány számára az oktatási rendszeren kívül. A felsőoktatási rendszer intézményi keretet biztosított a tudományos vizsgálódásra, és egyben pénzügyi támogatást is. Hamarosan, a tudományos információ mennyisége hatalmasra nőtt, és az emberek rájöttek a tudományos tevékenység kisebb területeire való összpontosítás fontosságára. Ennek ürügyén elindult a tudományos specializáció folyamata. Ezen specializációk fejlődése során az egyetemeken a modern tudományos diszciplínák is fejlődésnek indultak. Végül az akadémiák körülhatárolt diszciplínái lettek az összekötő elem a meghatározott speciális érdeklődésű és szaktudású emberek számára.

## Funkciói és kritikája
Az akadémiai diszciplínák elképzelésének egy nagyhatású kritikája származott Michel Foucault-tól 1975-ös könyvében, a Felügyelet és büntetés-ben. Foucault azt állítja, hogy az akadémiai diszciplínák ugyanazokból a társadalmi mozgalmakból és szabályzó mechanizmusokból erednek, mint amelyek kialakították a tizennyolcadik századi Franciaországban a modern börtön- és büntetőjogi rendszert, és hogy ez a tény megmutatja mai napig közös lényegi aspektusaikat.

## Az akadémiai diszciplínák közösségei
Az akadémiai diszciplínák közösségei az akadémiákon kívül megtalálhatók a nagyvállalatokon, kormányzati intézményeken és független szervezeteken belül, ahol a közös érdeklődéssel és szaktudással rendelkező szakemberek szerveződéseként jelennek meg. Ilyen közösségeknek adnak otthont a vállalati agytrösztök, a NASA és az IUPAC is. Az ilyen közösségek szakirányú új ötletekkel, kutatással és felfedezésekkel válnak a hozzájuk köthető szervezet hasznára.
A fejlődés különböző szintjén álló nemzeteknek a különböző növekedési időszakok során más és más akadémiai diszciplínákra van szükségük. Egy újonnan alakuló nemzet a művészetek és a tudományok helyett valószínűleg a kormányzati és politikai ügyeket helyezné előtérbe. Ezzel szemben egy magasan fejlett nemzet képes lehet több befektetést eszközölni a művészetekbe és a tudományokba. Az akadémiai diszciplínák közösségei eltérő fontossággal járulnának hozzá a fejlődés különböző szakaszaihoz.

## Kölcsönhatásai
Az alábbi kategóriák megmagyarázzák, hogyan hatnak a különböző akadémiai diszciplínák egymásra.

### Multidiszciplináris
A multidiszciplináris ismeret egynél több meglevő akadémiai diszciplínához vagy szakmához kapcsolódik.
Egy multidiszciplináris közösség vagy projekt különböző akadémiai diszciplínákhoz vagy szakmákhoz tartozó emberekből áll. Ezek az emberek egyenlő mértékben érdekelt félként együtt dolgoznak egy közös kihíváson. Multidiszciplináris az a személy, akinek kettő vagy több akadémiai diszciplínából van végzettsége. Ez a személy egy multidiszciplináris közösségben két vagy több ember helyét is elfoglalhatja. Idővel a multidiszciplináris munka jellemzően nem jár az akadémiai diszciplínák számának növekedésével vagy csökkenésével. Az egyik kulcskérdés, hogy milyen jól bontható fel a kihívás alrészekre, és utána hogyan tudja a közösség megoszló ismerete megválaszolni ezeket. Az emberek közti közös szókincs hiánya és a kommunikációs többletigény néha gondot okozhat ezekben a közösségekben és projektekben. Ha ismételhetó módon egy bizonyos típusú kihívásokat kell megválaszolni, és mindegyik felbontása megfelelő, egy multidiszciplináris közösség kivételesen hatékony és eredményes lehet.[forrás?]
Sok példája van annak, hogy egy bizonyos ötlet különböző akadémiai diszciplínákban merül fel, mindenhol közel azonos időben. Ennek a folyamatnak egyik példája azon megközelítésről való eltolódás, mely az egész szenzoros érzékelésére összpontosít, "a 'teljes térre' vetülő figyelem", "az egész minta, a forma és a funkció mint egység érzékelése", "a szerkezet és az összeállítás integrális eszméje". Ez történt a művészetben (a kubizmus formájában), a fizikában, a költészetben, a kommunikációban és az oktatáselméletben. Marshall McLuhan szerint ezt a paradigmaeltolódást az egymásutániságot magával hozó gépesítés korszakából az elektromosság azonnali sebességének szimultaneitást elhozó korszakába való átmenet okozta.
A multidiszciplináris megközelítések arra bátorítják az embereket, hogy segítsenek alakítani a jövő fejlődését. Az ún. társadalmi Nagy Kihívások megoldásához kialakított új multidiszciplináris partnerségek politikai dimenziói bemutatásra kerültek az Innovatív Unióban és az Európai Keretprogramban, a Horizont 2020 operatív akciótervben. Az akadémiai diszciplínákon átívelő innovációt kulcsfontosságú jövőbemutatásnak tekinthetjük a társadalom egészének haszna és jóléte érdekében létrehozott új termékek, rendszere és folyamatok szempontjából. A Biopeople-höz és Dániában a transzlációs medicina területén létrejött SHARE.ku.dk iparági-akadémiai kezdeményezéshez hasonló regionális példák bizonyítékul szolgálnak a multidiszciplináris innovációra irányuló sikeres vállalkozásra és a paradigmaeltolódás megkönnyítésére.

### Interdiszciplináris
"Egy egyemi interdiszciplináris tevékenység a kutatásnak (vagy tanulmányoknak) olyan napi szintű módszere, ahol a legkiválóbb eredmény érdekében minden kutató munkája megkívánja egy vagy több másik diszciplína ötleteit, elképzeléseit, anyagait vagy eszközeit. Ezek a kutatások általában egy megadott célra vagy küldetés teljesítésére irányulnak."

### Transzdiszciplináris
A gyakorlatban a transzdiszciplinárisra mint az összes interdiszciplináris erőfeszítés egységére kell gondolnunk. Míg az interdiszciplináris csoportok olyan új ismeretet hozhatnak létre, mely számos létező diszciplínával határos, egy transzdiscziplináris csoport sokkal holisztikusabb, és az összes diszciplína egy koherens egységgé való összekapcsolására törekszik.

### Kereszt-diszciplináris
A kereszt-diszciplináris ismeret az, amelyik egy diszciplína szempontjait és másik fogalmaival magyarázza meg. A kereszt-diszciplináris megközelítések ismert példái a zene fizikájának vagy az irodalom politikájának a tanulmányozása.

## A diszciplínák bibliometrikus tudományai
A bibliometrika különböző problémák diszciplínákhoz való viszonyának felméréséhez használható, például ilyen lehet az ötletek áramlása a diszciplínákon belül és között.(Lindholm-Romantschuk, 1998) vagy bizonyos nemzeti hagyományok jelenléte a diszciplínákban. Az egyik diszciplína tudományos hatása és befolyása egy másikra megérthető az idézetek áramlásának ez elemzésével.

## További irodalom
- Abbott, A. (1988). The System of Professions: An Essay on the Division of Expert Labor, University of Chicago Press. ISBN 978-0-226-00069-5
- Augsburg, T. (2005), Becoming Interdisciplinary: An Introduction to Interdisciplinary Studies
- Dogan, M. & Pahre, R. (1990). "The fate of formal disciplines: from coherence to dispersion." In Creative Marginality: Innovation at the Intersections of Social Sciences. Boulder, CO: Westview. pp. 85–113.
- Dullemeijer, P. (1980). "Dividing biology into disciplines: Chaos or multiformity?" Journal Acta Biotheoretica, 29(2), 87–93.
- Fagin, R.; Halpern, J.Y.; Moses, Y.  & Vardi, M.Y. (1995). Reasoning about Knowledge, MIT Press. ISBN 0-262-56200-6
- Gibbons, M.; Limoges, C.; Nowotny, H.; Schwartzman, S.; Scott, P. & Trow, M. (1994). The New Production of Knowledge: The Dynamics of Science and Research in Contemporary Societies. London: Sage
- Golinski, J. (1998/2005). Making Natural Knowledge: Constructivis, and the History of Science. New York: Cambridge University Press. Chapter 2: "Identity and discipline." Part II: The Disciplinary Mold. pp. 66–78.
- Hicks, D. (2004). "The Four Literatures of Social Science". IN: Handbook of Quantitative Science and Technology Research: The Use of Publication and Patent Statistics in Studies of S&T Systems. Ed. Henk Moed. Dordrecht: Kluwer Academic.Technology Research: The Use of Publication and Patent Statistics in Studies of S&T Systems. Ed. Henk Moed. Dordrecht: Kluwer Academic
- Hyland, K. (2004). Disciplinary Discourses: Social Interactions in Academic Writing. New edition. University of Michigan Press/ESL
- Klein, J.T. (1990). Interdisciplinarity: History, Theory, and Practice. Detroit: Wayne State University Press
- Krishnan, Armin. What are Academic Disciplines? Some observations on the Disciplinarity vs. Interdisciplinarity debate, NCRM Working Paper Series. Southampton: ESRC National Centre for Research Methods (2009. január 1.)
- Leydesdorff, L. & Rafols, I. (2008). A global map of science based on the ISI subject categories. Journal of the American Society for Information Science and Technology
- Lindholm-Romantschuk, Y. (1998). Scholarly Book Reviewing in the Social Sciences and Humanities: The Flow of Ideas within and among Disciplines. Westport, Connecticut: Greenwood Press
- Martin, B. (1998). Information Liberation: Challenging the Corruptions of Information Power. London: Freedom Press
- Morillo, F.; Bordons, M. & Gomez, I. (2001). "An approach to interdisciplinarity bibliometric indicators." Scientometrics, 51(1), 203–22.
- Morillo, F.; Bordons, M. & Gomez, I. (2003). "Interdisciplinarity in science: A tentative typology of disciplines and research areas". Journal of the American Society for Information Science and Technology, 54(13), 1237–49.
- Newell, A. (1983). "Reflections on the structure of an interdiscipline." In Machlup, F. & U. Mansfield (Eds.), The Study of Information: Interdisciplinary Messages. pp. 99–110. NY: John Wiley & Sons
- Pierce, S.J. (1991). "Subject areas, disciplines and the concept of authority". Library and Information Science Research, 13, 21–35.
- Porter, A.L.; Roessner, J.D.; Cohen, A.S. & Perreault, M. (2006). "Interdisciplinary research: meaning, metrics and nurture." Research Evaluation, 15(3), 187–95.
- Prior, P. (1998). Writing/Disciplinarity: A Sociohistoric Account of Literate Activity in the Academy. Lawrence Erlbaum. (Rhetoric, Knowledge and Society Series)
- Qin, J.; Lancaster, F.W. & Allen, B. (1997). "Types and levels of collaboration in interdisciplinary research in the sciences." Journal of the American Society for Information Science, 48(10), 893–916.
- Rinia, E.J.; van Leeuwen, T.N.; Bruins, E.E.W.; van Vuren, H.G. & van Raan, A.F.J. (2002). "Measuring knowledge transfer between fields of science." Scientometrics, 54(3), 347–62.
- Sanz-Menendez, L.; Bordons, M. & Zulueta, M. A. (2001). "Interdisciplinarity as a multidimensional concept: its measure in three different research areas." Research Evaluation, 10(1), 47–58.
- Stichweh, R. (2001). "Scientific Disciplines, History of".  Smelser, N.J. & Baltes, P.B. (eds.). International Encyclopedia of the Social and Behavioral Sciences. Oxford: Elsevier Science. pp. 13727–31.
- Szostak, R. (October 2000). Superdisciplinarity: A Simple Definition of Interdisciplinarity With Profound Implications. Association for Integrative Studies, Portland, Oregon. (Meeting presentation)
- Tengström, E. (1993). Biblioteks- och informationsvetenskapen – ett fler- eller tvärvetenskapligt område? Svensk Biblioteksforskning (1), 9–20.
- Tomov, D.T. & Mutafov, H.G. (1996). "Comparative indicators of interdisciplinarity in modern science." Scientometrics, 37(2), 267–78.
- van Leeuwen, T.N. & Tijssen, R.J.W. (1993). "Assessing multidisciplinary areas of science and technology – A synthetic bibliometric study of Dutch nuclear-energy research." Scientometrics, 26(1), 115–33.
- van Leeuwen, T.N. & Tijssen, R.J.W. (2000). "Interdisciplinary dynamics of modern science: analysis of cross-disciplinary citation flows." Research Evaluation, 9(3), 183–87.
- Weisgerber, D.W. (1993). "Interdisciplinary searching – problems and suggested remedies – A Report from the ICSTI Group on Interdisciplinary Searching." Journal of Documentation, 49(3), 231–54.
- Wittrock, B. (2001). "Disciplines, History of, in the Social Sciences."  International Encyclopedia of the Social & Behavioral Sciences, pp. 3721–28. Smeltser, N.J. & Baltes, P.B. (eds.). Amsterdam: Elsevier

## Külső hivatkozások
- Association for Integrative Studies

## Fordítás
- Ez a szócikk részben vagy egészben  a   discipline (academia) című angol Wikipédia-szócikk ezen változatának fordításán alapul.  Az eredeti cikk szerkesztőit annak laptörténete sorolja fel. Ez a jelzés csupán a megfogalmazás eredetét és a szerzői jogokat jelzi, nem szolgál a cikkben szereplő információk forrásmegjelöléseként.